# Riksdagen 1971
Riksdagen 1971 ägde rum i Stockholm.
Riksdagens kammare sammanträdde i nya riksdagshuset den 11 januari 1971. Riksdagsarbetet inleddes ceremoniellt genom riksdagens högtidliga öppnande i rikssalen på Stockholms slott den 12 januari. Riksdagens talman var Henry Allard (S). Detta var den första riksdagen med en kammare, sedan tvåkammarriksdagen avskaffats året innan.
Riksdagen avslutades den 17 december 1971.